# Сосна (древесина)
Сосна — древесина деревьев рода Сосна (лат. Pinus), относящаяся к хвойным породам древесины, так же как ель, пихта, лиственница или тис. В Европе под этим названием понимают почти исключительно древесину Сосны обыкновенной (лат. Pinus sylvestris). Существует ряд других видов сосен, древесина которых находит применение в различных областях, среди них Европейский кедр (лат. Pinus cembra), Сосна веймутова (лат. Pinus strobus) и всё чаще выращиваемая из-за своей стойкости к загрязнению воздуха Сосна чёрная (лат. Pinus nigra).

## Обозначения
Древесина сосны поступает на рынок под целым рядом различных названий, применяемых также и к самим деревьям; среди них например обыкновенная сосна, лесная сосна, песчаная сосна, белая сосна. Древесина, продающаяся в Германии, Австрии или Швейцарии как северная сосна, как правило, происходит из России и Скандинавии, другие, указывающие на происхождение названия — польская сосна или прусская сосна.
Обычные сосны являются вторым по распространённости после елей деревьями в Германии и вообще в Центральной Европе. В Германии занимаемая ими площадь составляет около 27 % общей площади лесов, у елей этот показатель составляет примерно 32 %. При этом эта доля сильно разнится по регионам и составляет в Баден-Вюртемберге, Саарланде и Северном Рейне-Вестфалии от 11 до 15 %, а в Мекленбурге-Передней Померании и Саксонии-Анхальт свыше 50 %. В Бранденбурге сосны составляют 82 % лесов, что обусловлено не только ландшафтными особенностями, но и интенсивным разведением их лесными хозяйствами. Во всей Европе и Северной Азии сосна является одной из важнейших пород деревьев для лесоводства, чему способствует её распространённость и широкий спектр использования.

## Свойства

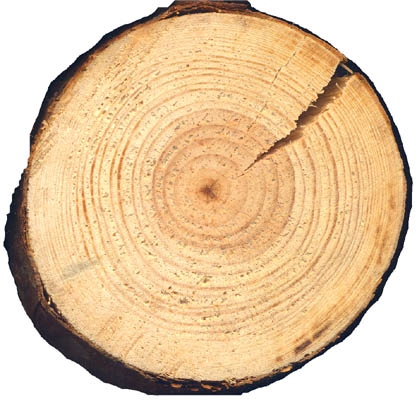
Поперечный спил ствола сосны

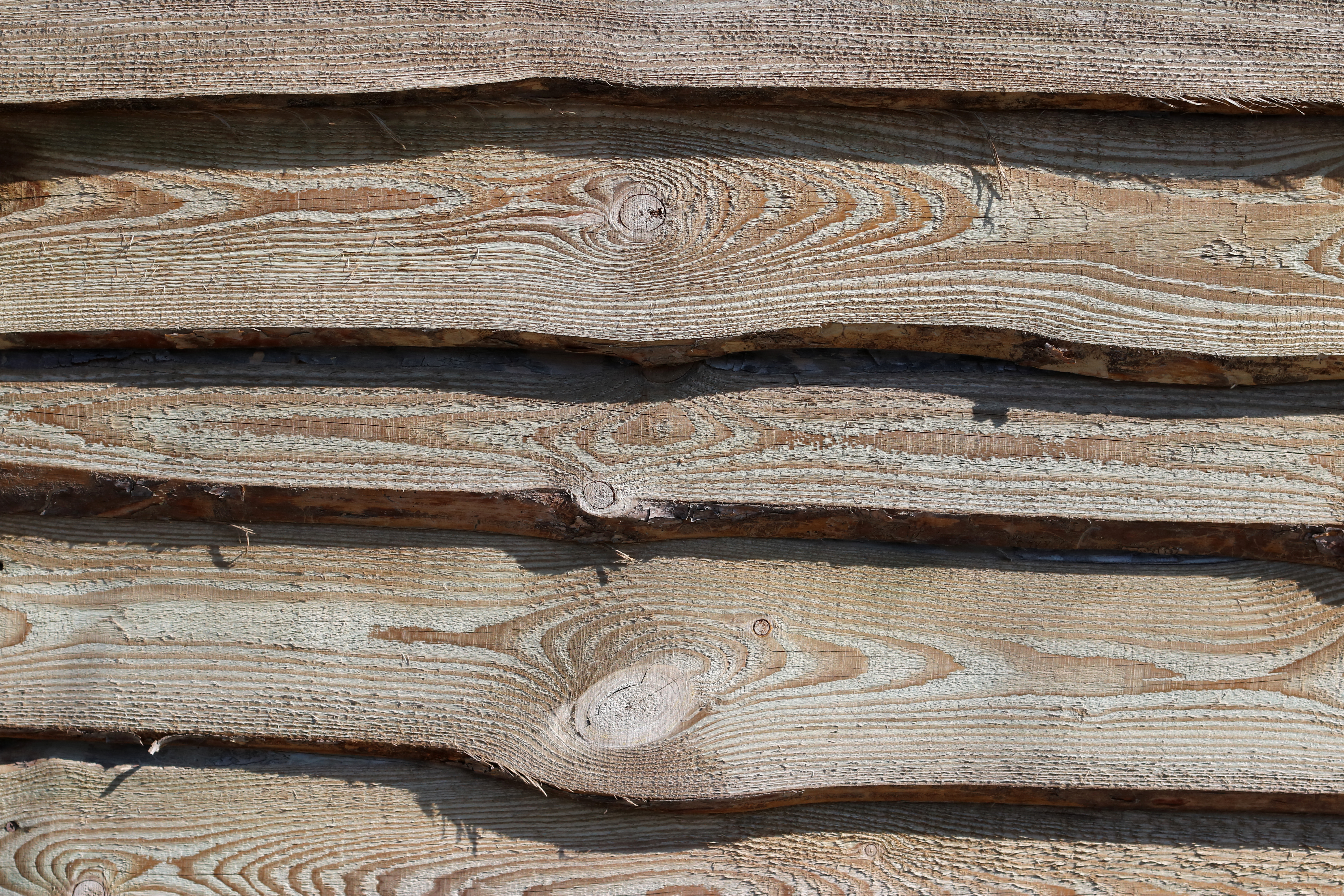
Необрезные сосновые доски. Хорошо видна текстура древесины.

В условиях соревнования друг с другом сосны выращивают на значительную высоту прямые цилиндрические стволы, при этом форма роста может сильно зависеть от региона и экологической обстановки. В зависимости от региона стволы могут быть кривыми или сучковатыми, древесина может быть косослойной. Длина ствола без сучьев при оптимальных условиях достигает 20 метров при общей высоте дерева до 48 метров, диаметр составляет от 0,4 до 0,6 метров, порой достигая 1 метра. В качестве сравнительно неприхотливого вида сосна очень быстро растёт и может достигать прироста 7,8 м³ в год; порубка производится в возрасте 100—120 лет, высококачественная древесина старше 160 лет.
Ядро сосны ясно отличимо по цвету от заболони, в противоположность ели и пихте. При этом заболонь шириной от 2 до 10 сантиметров имеет желтовато- или красновато-белый цвет, в то время как ядровая древесина на свежем срезе красновато-жёлтая и темнеет со временем до красновато-коричневого или красно-коричневого. Годичные кольца ясно отделимы одно от другого и имеют в среднем около 3 мм в ширину, причём их ширина может варьировать в зависимости от места произрастания от одного миллиметра до почти сантиметра. Поздняя древесина заметно темнее и красно-коричневая в отличие от молодой. Смоляные каналы выражены сильнее, чем у ели или лиственницы и ясно различимы на глаз.
Плотность сосны равна 500 кг/м³ для условий эксплуатации 1А, 1 и 2; для 3 и 4 класса условий эксплуатации плотность составляет 600 кг/м³ согласно приложению Г  СП 64.13330.2017 "Деревянные конструкции".
Сосна имеет среднюю плотность — 520 кг/м³ при 12-15 % содержании влаги и является довольно тяжёлой по отношению к другим хвойным породам. Механические свойства по сравнению с елью очень хорошие, в то же время их разброс очень большой и зависит от происхождения и условий роста дерева. С возрастанием ширины годичных колец (и связанным с этим уменьшением доли поздней древесины) плотность снижается; механические свойства вследствие этого ухудшаются. Хорошая вязкость и умеренная склонность к короблению также относятся к положительным свойствам этой древесины.
Ядровая древесина сосны обладает от средней до незначительной стойкостью против разрушающих древесину грибов. Это значит, что она может использоваться в необработанном виде для несущих частей зданий в областях, где возможно их увлажнение, однако без прямого контакта с землёй или попадания на них осадков. Против древоточцев, таких как Усач домовый и Мебельный точильщик это древесина весьма устойчива. Заболонь, напротив, легко поражается как грибами так и насекомыми; для применения снаружи эта древесина должна быть обработана соответствующими химическими средствами защиты. Влажная заболонь с содержанием воды свыше 25 % очень легко поражается древесной синью, которая не вызывает изменения механических свойств, но портит внешний вид и может оказывать влияние на впитывание влаги. Кроме того, грибок, вызывающий синь, может повредить покрытие древесины и вызвать таким образом её дальнейшее разрушение.
Не вызывает трудностей обработка сосны пилением, строганием, фрезерованием, фугованием и с помощью иных техник, как и соединение с помощью шурупов, гвоздей и склеиванием. Так же просто эта древесина окрашивается и морится, хотя высокое содержание смолы может оказывать негативное воздействие на эти процессы.

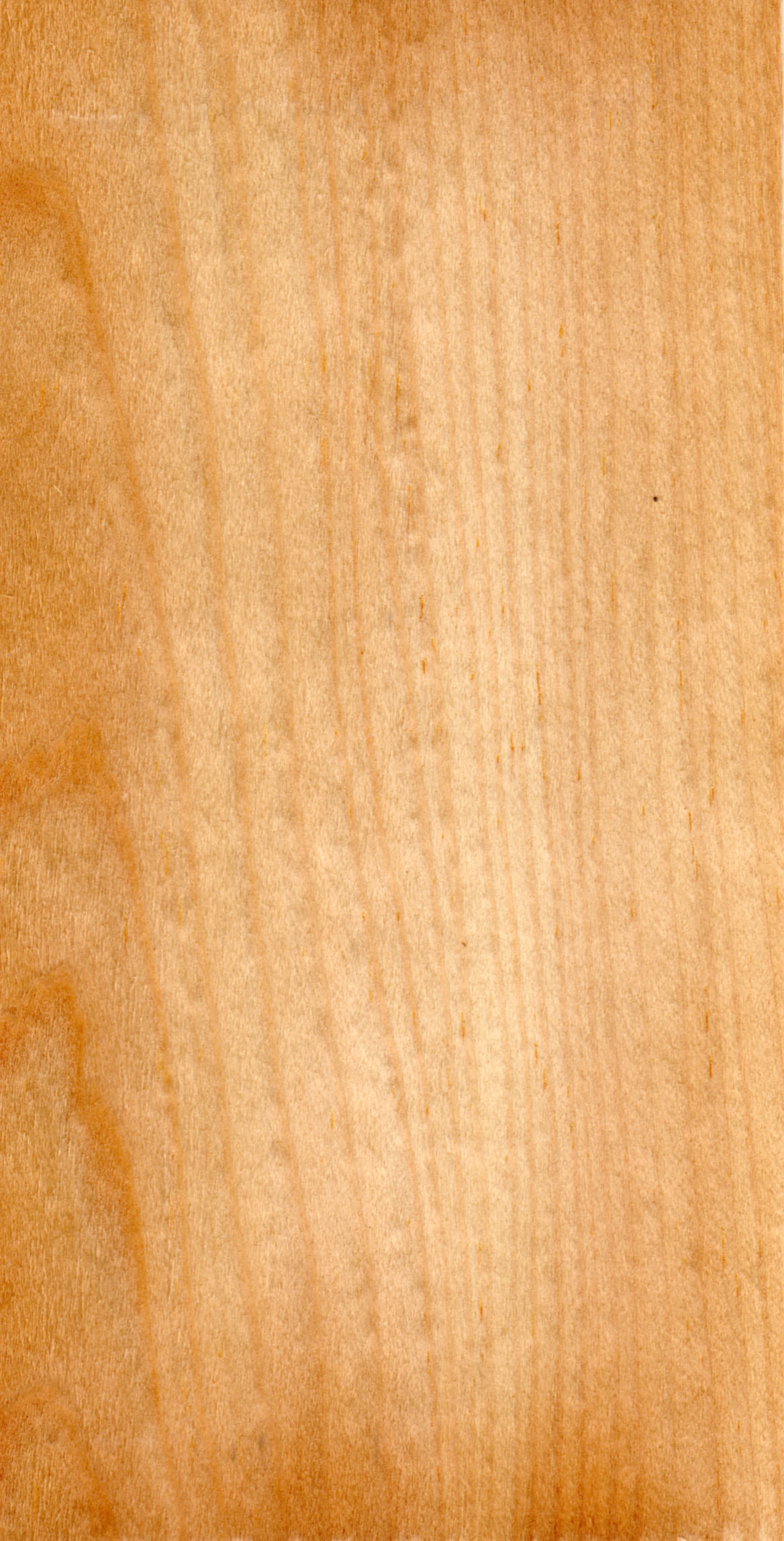
Сосна обыкновенная (Pinus sylvestris)
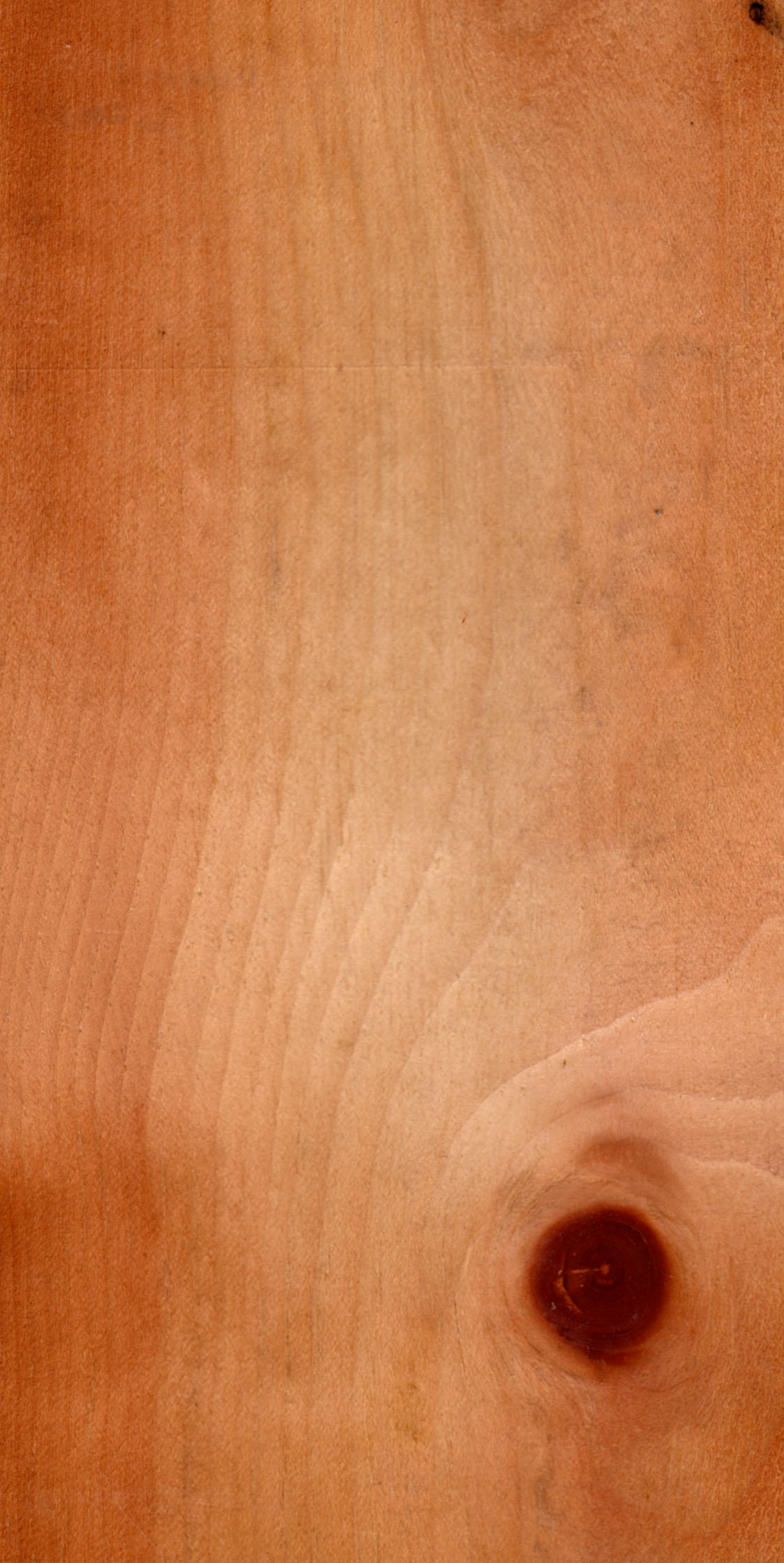
Европейский кедр (Pinus cembra)
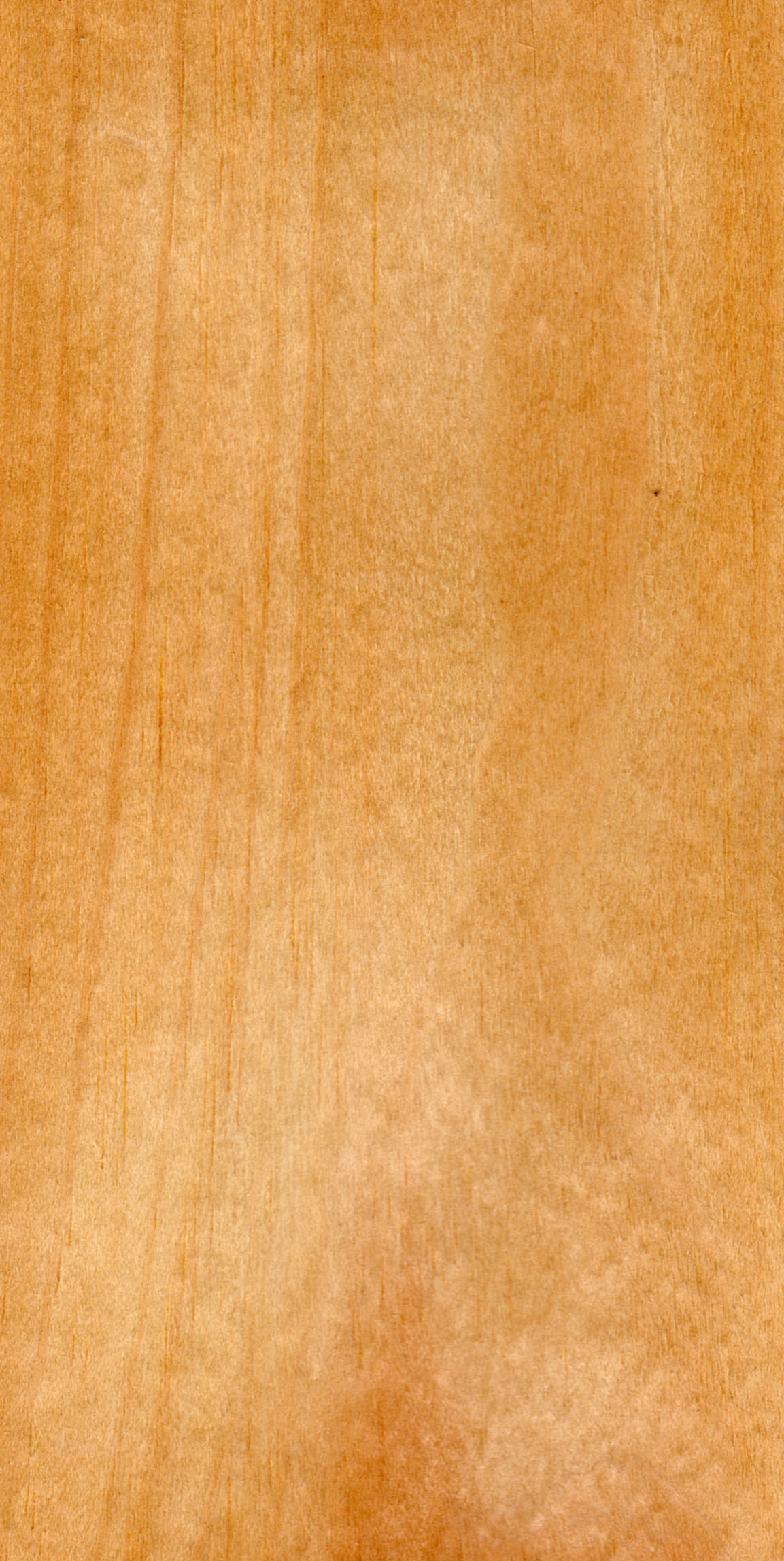
Сосна веймутова (Pinus strobus)

## Применение

### Материал

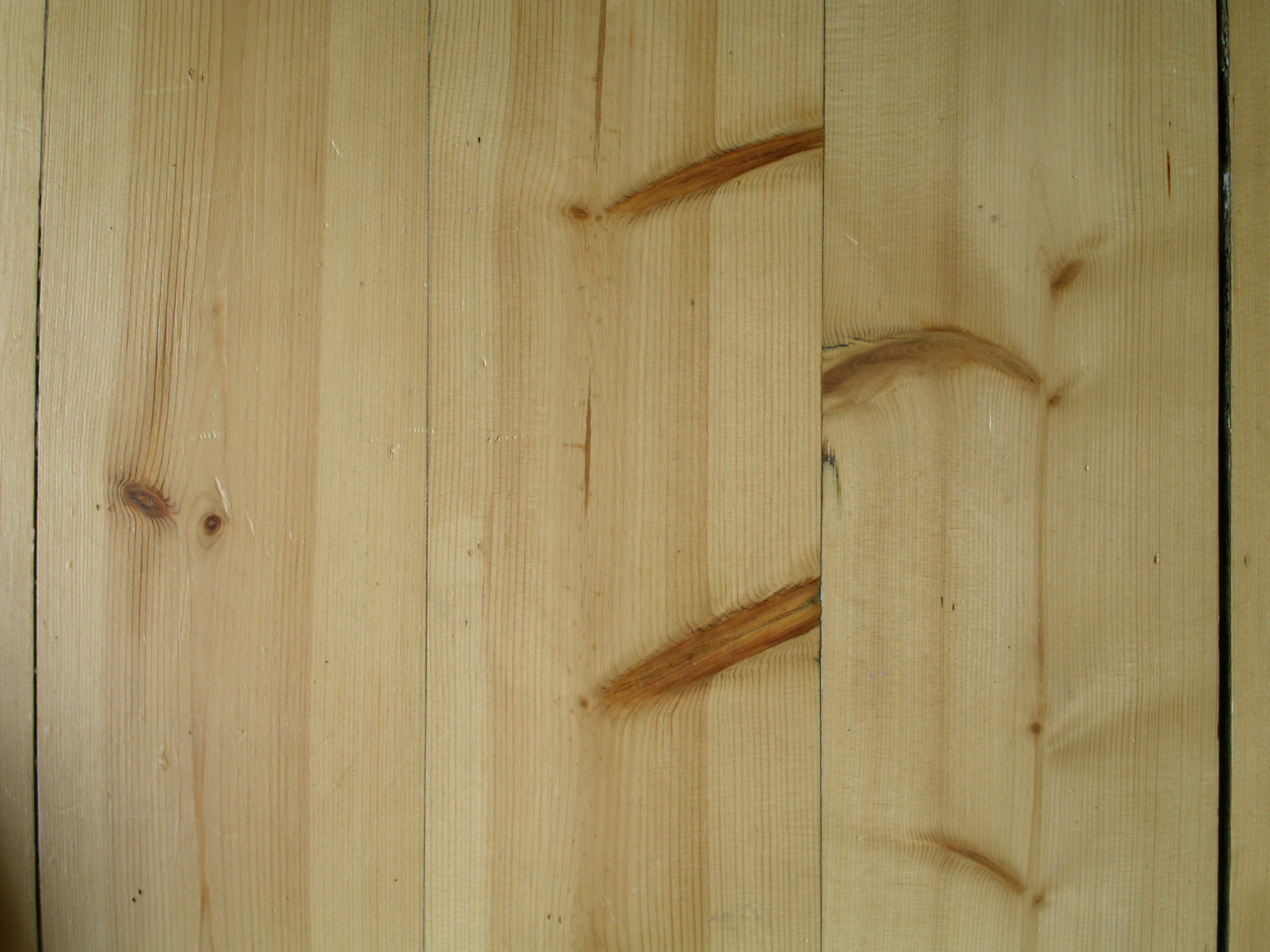
Сравнение древесины сосны и ели: обе левые доски из сосны, а правая — еловая.

Сосна поступает на рынок в виде кругляка, пиломатериалов и шпона, кроме того её используют для изготовления искусственных материалов из дерева, таких как фанера и древесно-стружечная плита с высоким содержанием сосны. Другой сферой использования сосны и других хвойных сортов древесины служит производство бумаги и целлюлозы, причём сосна не может быть исключена из производства например в Германии, так как там из экологических соображений доминирующим является сульфитный процесс. Из-за более длинных, чем у лиственных пород волокон древесины, волокна сосны легче перекручиваются, что даёт в результате более высокую прочность бумаги.
В качестве строительного и конструкционного материала сосна используется повсеместно; как во внутреннем, так и в наружном строительстве. Она находит применение при строительстве домов в конструкциях крыш, для обшивки, перил, лестниц, каркасов стен и потолков, полов, окон, дверей и ворот. Импрегнированная сосна служит для обшивки фасадов, покрытий террас и других приложений, таких как игрушки для детей, заборы, перголы и другие использования в садовом и ландшафтном строительстве. Сюда же относится изготовление мачт, столбов, свай и другие использования в наружном строительстве, особенно забивные и опорные сваи для строительства плотин, портов и в горном деле. Кроме того, сосна применяется в качестве материала для шпал при строительстве железных дорог.
Сосна используется при изготовлении мебели; она применяется как в виде цельной древесины так и в виде искусственных материалов для внутренних частей мебели и как основная древесина для несложной мебели, шпон из сосны используют для внешнего дизайна. Эта древесина применяется для изготовления ящиков, поддонов, контейнеров, бочек и других емкостей, древесная вата также делается из сосновой древесины.

### Топливо
Сосновая древесина с её теплотой сгорания 4,4 кВт•ч/кг или 1700 кВт•ч/м³ является одним из лучших сортов дров; как в форме дров для домашних печек так и виде топливных гранул и брикетов для соответствующих отопительных систем. Отходы лесного производства и промышленного производства из сосны используются на тепловых станциях и электростанциях, работающих на биологических отходах, для получения энергии.